# 23798 Самагонсалес
23798 Самагонсалес (23798 Samagonzalez) — астероїд головного поясу, відкритий 17 серпня 1998 року.
Тіссеранів параметр щодо Юпітера — 3,614.